# Atemptat de Mutxamel
L'atemptat de Mutxamel va consistir en un intent d'atac amb cotxe bomba perpetrat el 16 de setembre de 1991 per l'organització armada Euskadi Ta Askatasuna (ETA), l'objectiu de la qual era la casa caserna dels agents de la Guàrdia Civil i les seues famílies a la localitat de Mutxamel (l'Alacantí, País Valencià). L'intent va fracassar, però quan la policia local va considerar el cotxe com a vehicle abandonat, sense tindre en compte que contenia els explosius, aquests van detonar mentre era remolcat. Així, dos agents de policia i el civil que transportava l'automòbil van morir en l'atemptat.
A finals de l'estiu de 1991, ETA va consolidar, com a part del seu modus operandi, l'atemptat contra les casernes de la Guàrdia Civil: quatre anys abans, l'atac contra la residència de Saragossa es va cobrar onze vides i tres mesos i mig abans, deu persones van morir en un altre similar a Vic. La caserna de Mutxamel albergava sis guàrdies civils, tres d'ells casats i que hi vivien amb les seues famílies.
Per dur a terme la temptativa d'atemptat, els membres d'ETA van emprar un Ford Fiesta amb matrícula falsa, que havien robat mesos abans al País Basc, i el van carregar amb 50 kg. d'explosius. Després, van utilitzar una barra antirrobatori connectada al volant per guiar la direcció, l'encesa i els engranatges, i van espentar l'automòbil sense conductor cap a la casa caserna. No obstant això, van fracassar en el seu objectiu i el cotxe va xocar contra la paret d'un banc proper, per la qual cosa va ser abandonat allà pels militants. Una hora més tard, els empleats del banc van arribar per començar la seua jornada laboral i van notificar la policia local de la presència del vehicle. Creient que estaven tractant amb un simple accident de trànsit, possiblement causat per un conductor embriac que hauria entrat en pànic i fugit del lloc, la policia va ordenar que el cotxe fora recollit per la grua municipal. Una vegada dins del dipòsit, la bomba va esclatar, fet que va causar la mort a l'instant del conductor de la grua i dels dos policies locals que l'acompanyaven. Unes altres vint-i-set persones van resultar ferides.
El 1995, Gonzalo Rodríguez Cordero i José Gabriel Zabala Erasun van ser condemnats a 136 anys de presó per utilització il·legítima de vehicles de motor, substitució de plaques de matrícula, tinença d'explosius i com a participants en un delicte d'atemptat, tres d'assassinat, quatre de lesions i un de terrorisme. El gener de 2007, tres carrers de la localitat van canviar el seu nom en memòria de les víctimes.